# NGC 513
NGC 513 ist eine Spiralgalaxie mit aktivem Galaxienkern vom Hubble-Typ Sc im Sternbild Andromeda am Nordsternhimmel. Sie ist schätzungsweise 268 Millionen Lichtjahre von der Milchstraße entfernt und hat einen Durchmesser von etwa 60.000 Lichtjahren.

Im selben Himmelsareal befinden sich u. a. die Galaxien NGC 512, NGC 515, NGC 523, NGC 528.
Das Objekt wurde am 13. September 1784 von dem deutsch-britischen Astronomen Friedrich Wilhelm Herschel entdeckt.